# Køkkenmødding von Ertebølle

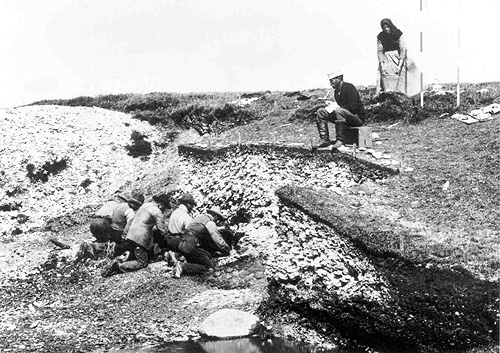
Ausgrabung des Køkkenmødding, der der Ertebølle-Kultur ihren Namen gab (1890er Jahre).

Der Køkkenmødding von Ertebølle ist einer der größten prähistorischen Abfallhaufen Nordeuropas. Er liegt in Westhimmerland an der Küste des Limfjordes in Dänemark. Der Ort Ertebølle war namengebend für die mesolithische Ertebølle-Kultur (5100 v. Chr. und 4100 v. Chr.). 
Der Køkkenmødding war ursprünglich 140 m lang, 20 m breit und bis zu 2 m dick. Er besteht aus Muschelschalen, vor allem von Austern, vermischt mit Schneckenschalen und einigen zerbrochenen Werkzeugen. Im Kökkenmödding wurden auch Bestattungen und Feuerstellen gefunden, aber es ist unklar, ob die Träger der Jäger und Sammlerkultur auch auf dem Hügel lebten. Der Platz wurde auf 4900–3900 v. Chr. datiert und von 1893 bis 1897 und von 1979 bis 1984 ausgegraben.
Neben dem Hügel liegt heute das Steinzeitzentrum Ertebølle (dän. Stenaldercenter Ertebølle) mit einer rekonstruierten Siedlung. Seit 2013 gehört es zum Vesthimmerlands Museum.